# Combat de la forêt de Foulsaré
Guerre du Mali
Batailles
Le combat de la forêt de Foulsaré a lieu les 29 et 30 avril 2017 pendant la guerre du Mali. L'offensive est baptisée Opération Bayard par l'armée française.

## Prélude
Entre le 27 mars et le 10 avril, une première opération baptisée « Panga » est menée par 1 300 soldats maliens, burkinabés et français dans la forêt de Foulsaré, aussi appelée forêt de Fhero, au sud de Hombori, à la frontière entre le Mali et le Burkina Faso. Le 5 avril, un soldat français est tué dans un accrochage revendiqué par le Groupe de soutien à l'islam et aux musulmans,,,,,,. En douze jours de fouilles, deux djihadistes sont tués, huit faits prisonniers, et entre plusieurs dizaines et 200 suspects sont arrêtés,,. Abdou Salam Dicko, le frère du chef d'Ansarul Islam, Ibrahim Malam Dicko, figure notamment parmi les captifs. Les renseignements collectés lors de l'opération Panga permettent à l'armée française de mener une nouvelle attaque quelques semaines plus tard

## Déroulement
Les 29 avril 2017, l'armée française lance une opération dans la forêt de Foulsaré, près de la frontière entre le Mali et le Burkina Faso,. Cette zone est considérée comme un sanctuaire du mouvement Ansarul Islam,,. Le colonel Patrik Steiger, porte-parole de l'état-major de l'armée française, précise aussi qu'il s'agit d'une zone où le Groupe de soutien à l'islam et aux musulmans tente de s'implanter et indique que la « possibilité d’alliance de circonstance entre les deux » groupes n'est pas exclue.
Un groupe de djihadistes est repéré puis ciblé par des Mirages 2000,. Deux hélicoptères Tigre interviennent ensuite, suivis d'hélicoptères Caïman qui déposent un groupe de commandos de montagne de la 27e brigade d'infanterie de montagne,,. Celui-ci progresse ensuite contre les positions djihadistes pendant la nuit, mais ces derniers décident de prendre la fuite sans opposer de résistance, divisés en petits groupes, et en emportant une partie de leurs morts et de leurs blessés,. À la fin de la nuit, des commandos parachutistes et des équipes de déminage sont également héliportées sur place.
Au lever du jour, vers 05h30, les soldats français commencent à ratisser la zone. Un nouvel accrochage éclate quelques heures plus tard en fin de matinée, mais une fois encore les djihadistes prennent la fuite sans vraiment combattre. Après avoir fouillé la zone, les Français se retirent en fin de journée.

## Pertes
Selon l'armée française, près d'une vingtaine de terroristes ont été mis hors de combat, tués ou capturés selon le colonel Patrik Steiger, porte-parole de l'état-major,,. De plus, 20 motos et deux pick-up sont saisis, ainsi que des armes, des munitions, du matériel informatique et des composants utilisés pour la fabrication d'engins explosifs.
Ibrahim Malam Dicko, le chef d'Ansarul Islam, aurait été présent dans la forêt de Foulsaré au moment de l'Opération Bayard. Visé avec sa garde rapprochée par un hélicoptère français au cours de la nuit, il serait parvenu à fuir, mais affaibli par son diabète, il aurait succombé quelques jours plus tard. En juillet 2017, Jeune Afrique indique que selon des sources sécuritaires burkinabées, sa mort est pratiquement certaine.
Selon le récit rapporté par le journal Le Monde d'un responsable d’une ONG locale sahélienne étant entré en contact avec l'entourage d'Ibrahim Malam Dicko, ce dernier aurait succombé d'épuisement dans la forêt après avoir fui les combats : « Ses partisans n’ont trouvé aucune trace de blessure sur le corps. Après le raid de “Barkhane”, il a perdu son chemin dans la forêt et s’est retrouvé sans nourriture ni forces pour continuer. Il a été enterré sur place ».